# Virreinato de Nóvgorod
El virreinato de Novgorod (en ruso: Новгоро́дское наме́стничество) fue una división administrativa (un namestnichestvo) del Imperio ruso, que existió entre 1776 y 1796. La capital del virreinato se encontraba en Nóvgorod. 
El virreinato fue establecido por un decreto (ucase) de Catalina II del 5 de septiembre de 1776. Se subdividió en dos óblasts: Nóvgorod y Olónets. El predecesor del virreinato fue la gobernación de Nóvgorod con sede en la ciudad homónima. La óblast de Tver, que pertenecía a la gobernación de Nóvgorod, se transformó en el virreinato de Tver, y el resto de la gobernación se convirtió en virreinato de Nóvgorod. El óblast de Nóvgorod incluía diez uyezds, y, en particular, Kresttsi y Kirillov fueron convertidas en ciudades uyezd. El óblast de Olónets incluía cinco uyezds, y Petrozavodsk fue creado en 1777.
Como con la mayoría de las otras gobernaciones y virreinatos establecidos en las décadas de 1770 y 1780, el establecimiento del virreinato fue parte de la reforma que intentaba tener un control más estricto de los asuntos locales por parte de la autocracia rusa. La reforma, a su vez, fue facilitada por la rebelión de Pugachev de 1774-1775. 
La ubicación geográfica del virreinato, que se alargaba de sur a norte, era inconveniente y condujo al intercambio de territorios con virreinatos vecinos. Durante este período, el virreinato de Nóvgorod limitaba con el virreinato de Vólogda al noreste, la gobernación de Yaroslavl y el virreinato de Tver al sur, la gobernación de Pskov al oeste, la gobernación de San Petersburgo y Suecia al noroeste. En términos de la división política moderna de Rusia, el virreinato de Nóvgorod en este período comprendía las áreas de lo que actualmente es el óblast de Nóvgorod, el óblast de Múrmansk, la mayor parte de la República de Carelia, así como partes de los óblats de Vólogda y Leningrado y áreas menores del Tver. 
El 11 de diciembre de 1781 el óblast de Olónets y el uyezd de Novoladozh del óblast de Nóvgorod fueron transferidos a la gobernación de San Petersburgo.
Después de 1781, el virreinato consistió en diez uyezds:
- Nóvgorod
- Belozersk
- Borovichí
- Cherepovéts
- Kirillov
- Kresttsi
- Stáraya Rusa
- Tijvin
- Ustiuzhna
- Valdái

En 1796, el virreinato de Olónets fue abolido y dividido entre las gobernaciones de Nóvgorod y Arcángel. Después de este evento, el virreinato de Nóvgorod fue mencionado en documentos oficiales solo como la gobernación de Nóvgorod.

## Gobernadores
La administración del virreinato fue realizada por un namestnik (virrey) y controlada por un gobernador general. Los gobernadores del virreinato de Nóvgorod fueron:
- 1778-1781: Yakov Yefimovich Sivers (Jacob Sievers);
- 1783-1784: Yakov Ivanovich Bryus;
- 1785-1795: Nikolay Petrovich Arkharov.

Los namestniks fueron:
- 1778: Frants Nikolayevich Klichka;
- 1781-1782: Pyotr Stepanovich Protasov;
- 1783-1784: Alexander Yakovlevich Protasov;
- 1785: Pyotr Petrovich Konovnitsyn;
- 1786-1793: Pyotr Fyodorovich Kvashnin-Samarin;
- 1794-1796: Pyotr Petrovich Mitusov.